# 약초 재배원

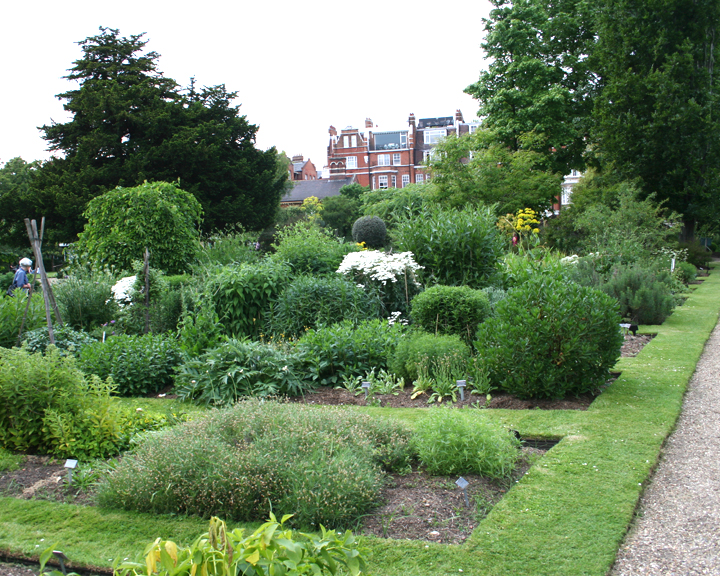
첼시 약초 재배원

약초 재배원(physic garden, 약초 정원)은 약용식물을 심은 일종의 허브정원이다. 이것들로부터 식물원이 발전했다.

## 역사
현대의 식물원은 적어도 800년 전에는 중세의 자연 정원, 종종 수도원 정원보다 먼저 존재했다. 이 시대의 정원에는 약초 또는 호르투스 메디쿠스(hortus medicus)라고 불리는 약용식물을 위한 섹션을 포함하여 다양한 섹션이 포함되어 있다. 교황 니콜라오 5세는 식물학 교육을 장려하기 위해 1447년 바티칸 부지의 일부를 약용 식물 정원으로 지정했으며, 이는 1540년대에 설립된 파도바와 피사의 학문적 식물원의 전신이었다. 확실히 많은 초기 식물원의 설립은 의료계 구성원들에 의해 주도되었다.
박물학자인 윌리엄 터너(William Turner)는 쾰른, 웰스, 큐에 약초 재배원을 세웠다. 그는 또한 벌리 경(Lord Burleigh)에게 편지를 보내 케임브리지 대학교에 자신을 수장으로 하는 약초 재배원을 설립할 것을 권고했다. 약초학자 존 제럴드(John Gerard)가 쓴 1597년 책 "Herball, or Generall Historie of Plantes"는 유럽 전역에 설립된 공공 및 민간 약초 재배원의 카탈로그 레조네(catalogue raisonné)라고 한다. 이 책에는 홀본(Holborn)에 있는 그의 약초 재배원에서 발견된 1,030종의 식물이 나열되어 있으며, 최초로 인쇄된 카탈로그였다.
옥스퍼드에 있는 정원은 1대 댄비 백작 헨리 댄버스(Henry Danvers, 1st Earl of Danby)가 장로 제이콥 보바트(Jacob Bobart)를 감독관으로 하여 1632년에 설립되었다. 웨스트민스터에서 시작하여 나중에 첼시로 이주한 약종상은 1673년에 첼시 약초 재배원(Chelsea Physic Garden)을 설립했으며 그 중 필립 밀러(Philip Miller)가 그 중 하나였다. 가장 주목할만한 감독은 "The Gardeners Dictionary"의 저자이다. 1676년에는 에든버러 대학교의 식물학 교수가 "약초 재배원의 수호자" 직책을 맡았다.

## 같이 보기
- 정원 종류